# فیرچایلد دورنیه ۴۲۸جت
فیرچایلد دورنیه ۴۲۸جت (به انگلیسی: Fairchild Dornier 428JET) یک هواگرد از نوع هواپیمای جت ساخت شرکت فیرچایلد ایرکرفت در آلمان است. برنامه ساخت این هواگرد در نهایت لغو گردید. در مجموع، تعداد صفر فروند از این هواگرد ساخته شده‌است.